# Djuptjärnen (Töcksmarks socken, Värmland)
Djuptjärnen är en sjö i Årjängs kommun i Värmland och ingår i Göta älvs huvudavrinningsområde. Sjön är 10 meter djup, har en yta på 0,031 kvadratkilometer och är belägen 234 meter över havet.